# Rock You Like a Hurricane
"Rock You Like a Hurricane" é um single da banda de hard rock alemã Scorpions. A canção faz parte do álbum Love at First Sting de 1984, faixa dois. Em 2006, a VH1 nomeou "Rock You Like a Hurricane" número 31 em suas 40 Melhores Canções de Metal e em 2009 foi nomeada 18ª melhor canção de hard rock de todos os tempos também pela VH1. Em novembro de 2010, foi nomeada o quarto melhor riff da década de 1980.

## Paradas
| Paradas (1984)                 | Posições |
| ------------------------------ | -------- |
| Canadian RPM Top 100           | 37       |
| France Top 50                  | 17       |
| UK Singles Chart               | 78       |
| U.S. Billboard Hot 100         | 25       |
| U.S. Billboard Top Rock Tracks | 5        |
| Dutch Top 40                   | 47       |